# Victor Hope, 2. markýz z Linlithgow
Victor Hope, 2. markýz z Linlithgow (Victor Alexander Hope, 2nd Marquess of Linlithgow, 8th Earl of Hopetoun, 8th Viscount Aithrie, 8th Baron Hope, 6th Baron Hopetoun, 5th Baron Niddry) (24. září 1887, Hopetoun House, Skotsko – 5. ledna 1952, Hopetoun House, Skotsko) byl britský státník ze starobylého skotského rodu. Jako člen Konzervativní strany zastával vládní funkce, poté byl místokrálem v Indii. Získal Podvazkový řád a do smrti zastával řadu čestných hodností ve Skotsku.

## Životopis
Pocházel ze starobylé skotské šlechtické rodiny, narodil se na rodovém sídle Hopetoun House jako syn australského generálního guvernéra 1. markýze z Linlithgow. Dětství strávil s otcem v Austrálii, poté studoval v Etonu, po otci zdědil v roce 1908 rodové tituly a vstoupil do Sněmovny lordů. Zúčastnil se první světové války a dosáhl hodnosti plukovníka. Ve dvacátých letech zastával funkce v konzervativních vládách, v letech 1922–1924 byl civilním lordem admirality, v letech 1926–1928 předsedou vládní komise pro zemědělství v Indii. Problematice Indie se věnoval i jako předseda společného výboru obou komor parlamentu pro indickou ústavení reformu (1933–1934).
V roce 1934 odmítl nabídku na post guvernéra v Madrasu i generálního guvernéra v Austrálii, v roce 1935 se stal členem Tajné rady. V dubnu 1936 se stal generálním guvernérem a místokrálem v Indii, kde se snažil aplikovat určitou formu samosprávy vyplývající ze zákona o Indii (India Act, 1935), ale špatná komunikace s indickými knížaty mu nedovolila realizovat záměry v plném rozsahu. V roce 1940 bez konzultace s Indickým národním kongresem vyhlásil válku fašistickým mocnostem, což způsobilo roztržku mezi Británií a Indií přetrvávající do konce druhé světové války. Následně se musel vypořádat s povstáním v Indii a přičítá se mu také zodpovědnost za hladomor v Bengálsku v roce 1943. Své působení v Indii ukončil v září 1943 a sedmiletým funkčním obdobím byl nejdéle úřadujícím indickým místokrálem.
Po návratu do Anglie zastával řadu čestných funkcí ve Skotsku, byl lordem komisařem církevního shromáždění ve Skotsku (1944–1946) a kancléřem univerzity v Edinburghu (1946–1952), již předtím vykonával také post lorda-místodržitele v hrabství West Lothian (1929–1952). V roce 1943 získal Podvazkový řád.

## Rodina

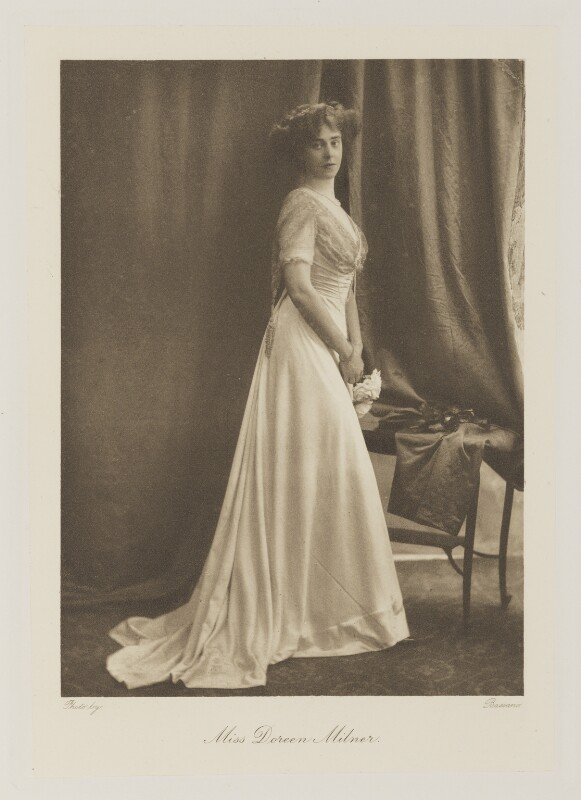
Doreen Hope, markýza z Linlithgow

V roce 1911 se oženil s Doreen Milner (1886–1965), dcerou poslance Sira Fredericka Milnera. Z jejich manželství pocházelo pět dětí, jako první se narodili synové-dvojčata. Charles William Hope (1912–1987) byl dědicem rodových titulů, druhý syn John Adrian Hope (1912–1996) byl konzervativním politikem a zastával několik vládních funkcí, v letech 1959–1962 byl ministrem veřejných prací.